# Episodi di Control Z
La terza e ultima stagione della serie televisiva Control Z è stata interamente distribuita per la prima volta sulla piattaforma Netflix il 6 luglio 2022.
| n° | Titolo                                  |
| -- | --------------------------------------- |
| 1  | Pensavi che mi sarei dimenticato di te? |
| 2  | María?                                  |
| 3  | Sei arrivato a destinazione             |
| 4  | Ferite aperte                           |
| 5  | Helena                                  |
| 6  | Game master                             |
| 7  | Sono io @tuttiituoisegreti              |
| 8  | Il giorno del diploma                   |